# Sintominis
Els sintominis (Syntomini) són una tribu de lepidòpters ditrisis de la família dels erèbids (Erebidae), subfamília Arctiinae.

## Taxonomia
Aquesta tribu abans era classificada com la subfamília Ctenuchinae de la família Arctiidae.

## Gèneres
La tribu Syntomini inclou els següents gèneresː
- Anapisa Kiriakoff, 1952
- Apisa Walker, 1855
- Auriculoceryx
- Automolis Hübner, 1819
- Balacra Walker, 1856
- Bergeria Kiriakoff, 1952
- Caeneressa
- Ceryx
- Collartisa Kiriakoff, 1953
- Collocaliodes Kiriakoff, 1957
- Dysauxes Hübner, [1819]
- Eressa
- Gippius
- Hippurarctia Kiriakoff, 1953
- Meganaclia Aurivillius, 1892
- Melisa Walker, 1854
- Metamicroptera Hulstaert, 1923
- Microbergeria Kiriakoff, 1972
- Nacliodes Strand, 1912
- Neobalacra Kiriakoff, 1952
- Neophemula Kiriakoff, 1957
- Oligamatites
- Owambarctia Kiriakoff, 1957
- Pachyceryx Kiriakoff, 1957
- Paramelisa Aurivillius, 1906
- Pseudmelisa Hampson, 1910
- Pseudodiptera Kaye, 1918
- Rhipidarctia Kiriakoff, 1953
- Streptophlebia
- Syntomoides
- Trichaetoides
- Takwa Kiriakoff, 1957
- Thyretarctia Strand, 1912
- Thyretes Boisduval, 1847

## Galeria

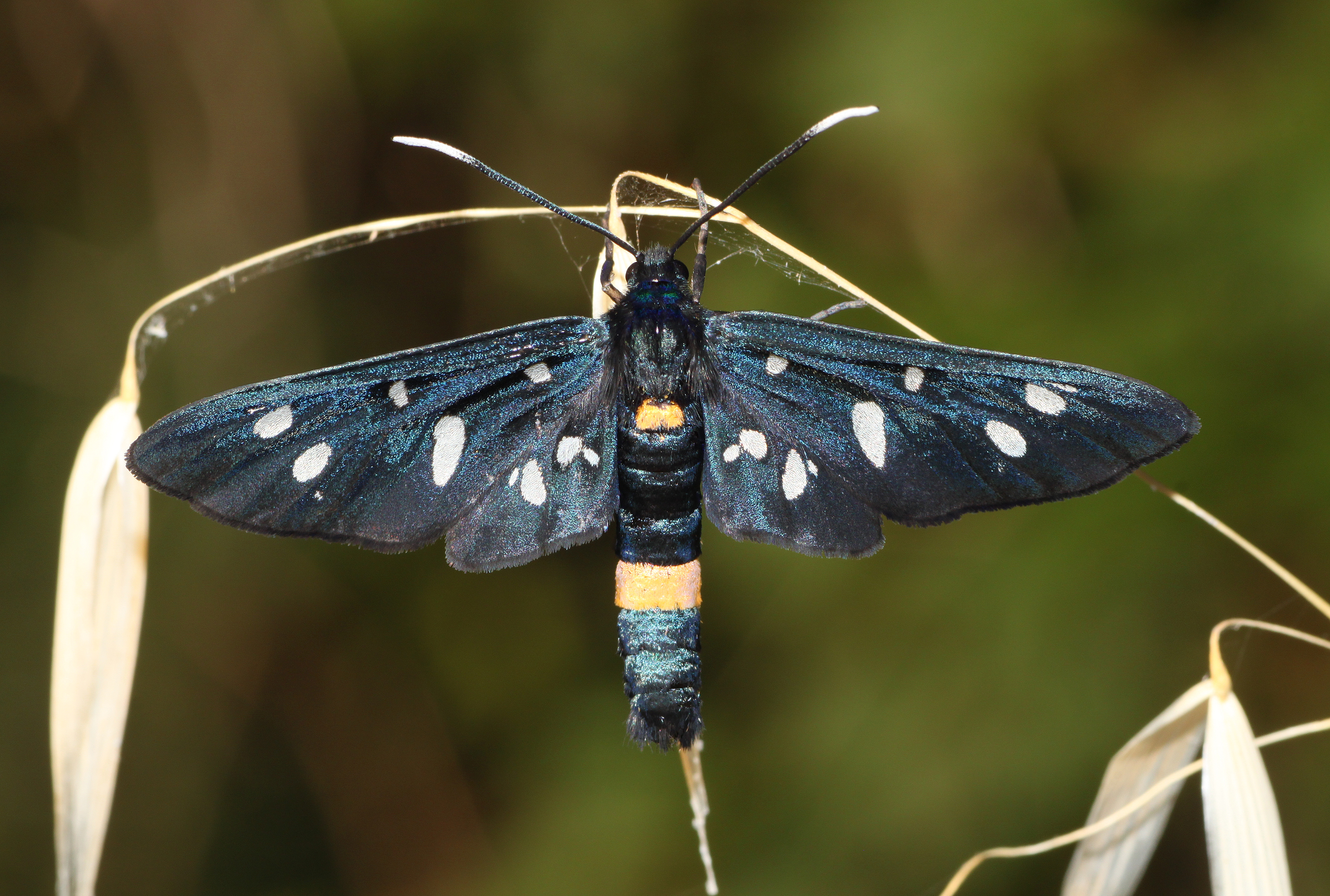
Amata phegea
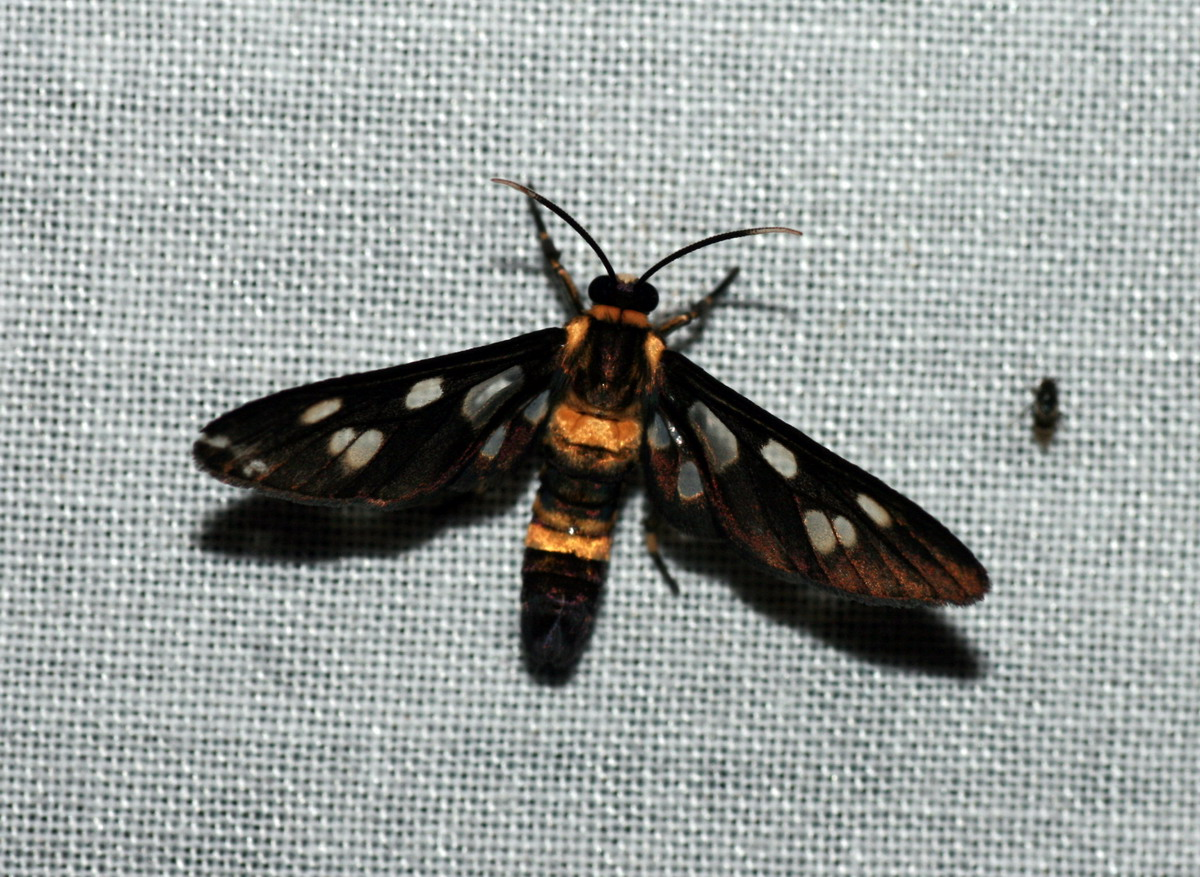
Auriculoceryx pterodactyliformis
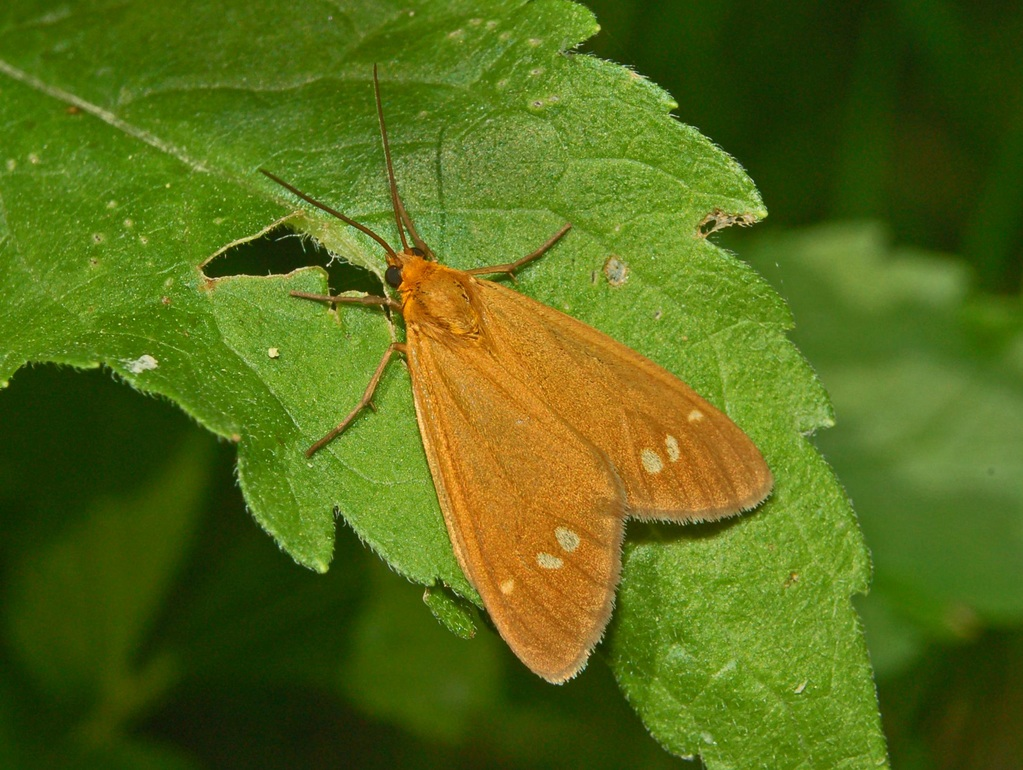
Dysauxes ancilla